# Gabriele Lewandowski
Gabriele Lewandowski (* 20. September 1960 in Feldberg) ist eine deutsche Politikerin (SPD).

## Leben
Nachdem sie 1979 Schule und Berufsausbildung abgeschlossen hatte, arbeitete Lewandowski bis 1990 als Sekretärin und Sachbearbeiterin. 1990 wurde sie Mitarbeiterin des SPD-Landesverbands Brandenburg, im Landkreis Ostprignitz-Ruppin. Lewandowski ist verheiratet und Mutter eines Kindes.
In Dossow wurde sie in die Gemeindevertretung gewählt, sie war dort bis Januar 1990 und wieder ab Dezember 1993 Gemeindevertreterin. Bei der Landtagswahl in Brandenburg 1994 wurde sie als Direktkandidatin der SPD im Wahlkreis 3 (Ostprignitz-Ruppin I) in den brandenburgischen Landtag gewählt. Sie war Abgeordnete vom 11. Oktober 1994 bis zum 29. September 1999. Während dieser Zeit hatte sie den stellvertretenden Vorsitz im Petitionsausschuss des Landtages inne und war zudem Mitglied im Ausschuss für Haushalt und Finanzen.